# Тайн-энд-Уир
Тайн-энд-Уир (англ. Tyne and Wear, [ˌtaɪn ən ˈwɪər]) — церемониальное метрополитенское графство на севере Англии. Входит в состав региона Северо-Восточная Англия. Крупнейший город — Ньюкасл. Население 1,086 млн человек (12-е место среди церемониальных графств; данные 2004 г.).

## История
Закон О местном самоуправлении 1888 года учредил Ньюкасл-апон-Тайн, Гейтсхед и Сандерленд в качестве округов графства (Ньюкасл имел «корпоративный статус округа» как «графство и город Ньюкасл-апон-Тайн» с 1400 года). Тайнмут присоединился к ним лишь в 1904 году. Различные другие поселения, входящие на территорию графства, также входили в состав административных округов Дарем и Нортумберленд.
В докладе Королевской комиссии, опубликованном в 1937 году, рекомендовалось создать региональный совет для Нортумберленда и Тайнсайда (который будет называться Региональный Совет Нортумберленда) для управления службами, которые должны были осуществляться на широкой территории, со вторым эшелоном более мелких подразделений для других целей местного самоуправления. Подразделения второго уровня будут формироваться путем объединения различных существующих районов и районов[уточнить]. Уездные районы в этом районе потеряют свой статус. В пределах этого района будет образован единый муниципалитет, охватывающий четыре округа — Ньюкасл, Гейтсхед, Тайнмут, Саут-Шилдс и другие городские округа и районы.

## География
Общая площадь территории 540 км² — (44-е место). Графство расположено в зоне эстуариев рек Тайн и Уир, давших ему название.

## Административное деление
С 1974 года в состав графства входят 5 метрополитенских районов (боро):
|  | 1. Гейтсхед 2. Ньюкасл-апон-Тайн 3. Норт-Тайнсайд 4. Саут-Тайнсайд 5. Сити-оф-Сандерленд |

## Политика
Тайн и Уир разделен на 13 избирательных округов. Исторически сложилось, что район был подконтролен Лейбористам, Саут-Шилдс является единственным избирательным округом, который никогда не избирал консервативных членов парламента в Палату общин, начиная с реформы 1832 года.
На уровне местного самоуправления, три из пяти регионов с унитарной властью контролировались Лейбористами в 2005 году, исключение — городской совет Ньюкасла и совет Северного Тайнсайда. После неутешительных результатов местных выборов 2004 года, район был под контролем либерал-демократов. Ни одна партия не имеет полного контроля над советом Северного Тайнсайда: в то время как консерваторы занимают наибольшее количество мест, 28, им не хватает человек до абсолютного большинства, помимо них есть 32 других советника. Северный Тайнсайд является единственным районом в графстве с непосредственно избирающимся мэром. В настоящее время это место занимает член Консервативной партии.